# 터보클럽
터보클럽은 1989년 1월부터 1990년 6월까지 있던 한국의 폭주족 그룹이다.

## 개요
1989년 1월, 여의도 한강고수부지에서 대학생과 재수생 등이 경주용 모터사이클을 즐기던 중 이들이 우연히 만나게 되어 만들어진 모임이지만 1990년 6월에 여회사원과 여고생 등을 폭행한 혐의로 경찰에 구속되면서 해체되었다.
회원의 대부분은 부유층 자녀들이며, 부모에게 부탁하거나 고등학교 졸업 선물로 경주용 모터사이클을 선물을 받았다. 1명을 제외한 대부분의 회원들은 대학 입시에서 낙방했거나 성적 부진으로 아예 진학을 포기했으며, 회원의 대부분은 대학생과 재수생 등으로 이루어져 있었다. 회원 수는 6명일 정도로 소수였다.

## 같이 보기
- 폭주족

## 관련 자료
- 10代「폭주族」극성[깨진 링크(과거 내용 찾기)]동아일보 1990.06.04
- 性폭행「오토바이暴走族」넷검거[깨진 링크(과거 내용 찾기)]경향신문 1990.06.04